# Josh Gordon
Joshua Caleb Gordon (Houston, 13 aprile 1991) è un giocatore di football americano statunitense che milita nel ruolo di wide receiver per i Seattle Sea Dragons della X Football League (XFL). Fu scelto nel corso secondo giro del Draft supplementare del 2012 dai Cleveland Browns. Al college ha giocato a football a Baylor.

## Carriera

### Cleveland Browns

#### Stagione 2012
Gordon fu scelto nel corso del secondo giro del Draft supplementare 2012 dai Cleveland Browns. Debuttò come professionista partendo come titolare nella settimana 1 contro i Philadelphia Eagles ricevendo 2 passaggi per 32 yard. Nella settimana 5 contro i New York Giants, Gordon giocò la sua prima grande partita ricevendo 82 yard e segnando 2 touchdown su passaggio di Brandon Weeden. Nel turno successivo ricevette 99 yard e segnò un touchdown nella prima vittoria stagionale dei Browns sui Cincinnati Bengals.

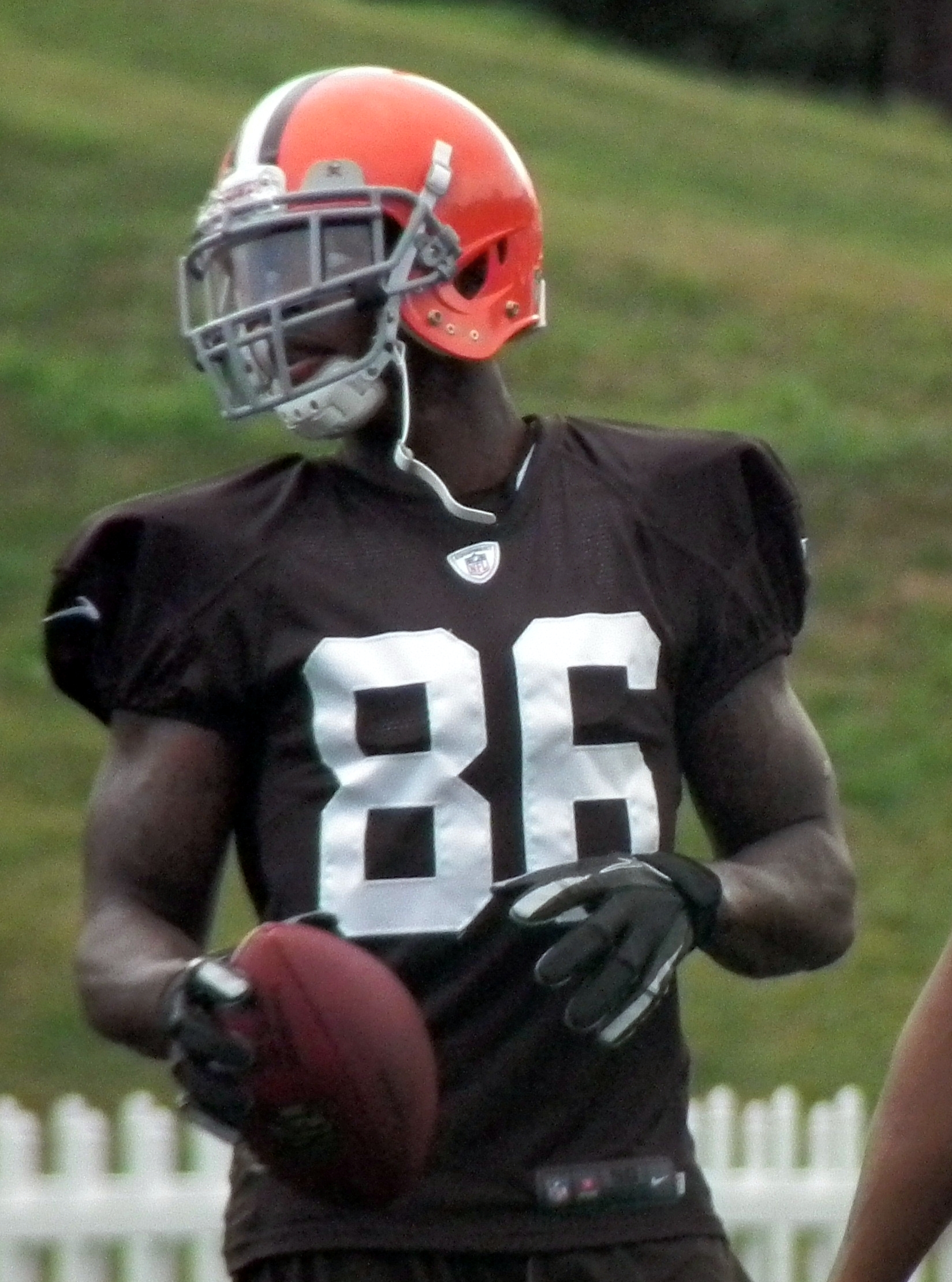
Gordon nel training camp 2012

La squadra tornò a perdere nella gara successiva contro gli Indianapolis Colts: Josh ricevette 59 yard e segnò un touchdown. I Browns vinsero la seconda gara stagionale nella settimana 8 contro i San Diego Chargers con Gordon che ricevette 3 passaggi per 46 yard.
La settimana Cleveland vinse la seconda gara consecutiva col rookie che ricevette 116 yard e segnò un touchdown. La terza gara vinta consecutivamente dai Browns contro i Kansas City Chiefs fu la striscia positiva più lunga dal 2009. Gordon contribuì ricevendo 86 yard. La sua stagione si concluse con 805 yard ricevute e 5 touchdown.

#### Stagione 2013
Il 7 giugno 2013 Gordon venne sospeso per i primi due turni della stagione 2013 per abuso di codeina, una sostanza illecita. Tornò in campo nella settimana 3 in cui i Browns ottennero la prima vittoria stagionale contro i Minnesota Vikings, ricevendo 10 passaggi per 146 yard e segnando un touchdown. Il secondo TD lo segnò due settimane dopo contro i Buffalo Bills nella terza vittoria consecutiva di Cleveland. Nella settimana 8 ricevette 132 yard e un touchdown da Jason Campbell ma i Browns non riuscirono a superare gli imbattuti Kansas City Chiefs. Altre 125 yard e il quarto TD stagionale li ricevette nella settimana 11 contro i Cincinnati Bengals ma i Browns furono sconfitti nettamente.
Nella settimana 12, contro gli Steelers, Gordon stabilì un nuovo primato personale ricevendo 14 passaggi per 234 yard e segnando un touchdown. La domenica successiva si superò ricevendo 261 yard contro i Jacksonville Jaguars (oltre a due touchdown) diventando il primo giocatore della storia della NFL a raggiungere le 200 yard ricevute in due gare consecutive. Superò inoltre il precedente primato della lega appartenente a Calvin Johnson per il maggior numero di yard ricevute in due gare consecutive portandolo da 484 a 498. In quella gara divenne il primo giocatore dei Browns da Braylon Edwards e Kellen Winslow nel 2007 a superare le mille yard ricevute in stagione. Nella settimana 14, con 151 yard ricevute (e il quarto TD nelle ultime cinque gare), Gordon stabilì i nuovi record NFL per il maggior numero di yard ricevute in tre (649) e quattro gare consecutive (774), superando in entrambi i casi ancora Calvin Johnson.
Nella settimana 15, Gordon segnò il suo nono touchdown dell'anno ma i Browns furono sconfitti dai Chicago Bears. Il 27 dicembre fu premiato con la prima convocazione al Pro Bowl in carriera. Gordon concluse la stagione guidando la NFL con 1.646 yard ricevute (record di franchigia dei Browns) e 18,9 yard a ricezione, segnando 9 touchdown e venendo inserito dall'Associated Press nel First-team All-Pro. Fu inoltre votato al 16º posto nella NFL Top 100 dai suoi colleghi, il secondo debuttante più in alto in classifica

#### Stagione 2014
Il 9 maggio 2014 fu annunciato che Gordon era stato trovato nuovamente positivo a un test antidoping, rischiando una sospensione di un intero anno. Il 27 agosto la pena venne confermata in appello, squalificando così il giocatore per tutta l'annata. Il 19 settembre 2014, la squalifica fu ridotta a 10 giornate come parte del nuovo piano sulle normative antidoping approvato dalla lega il giorno precedente. Tornò in campo nella settimana 12 guidando subito i suoi con 8 ricezioni per 120 yard nella vittoria in casa dei Falcons. Il 27 dicembre, i Browns annunciarono che il giocatore sarebbe stato sospeso per l'ultima gara della stagione regolare per avere violato le regole interne della squadra. La sua annata si chiuse così con 24 ricezioni per 303 yard in 5 presenze.

Il 25 gennaio 2015, fu rivelato che Gordon era risultato positivo al test sull'abuso di alcool, una sostanza vietatagli per due anni a causa delle sue precedenti sospensioni, rischiando un'ulteriore sanzione di un anno fuori dai campi di gioco.

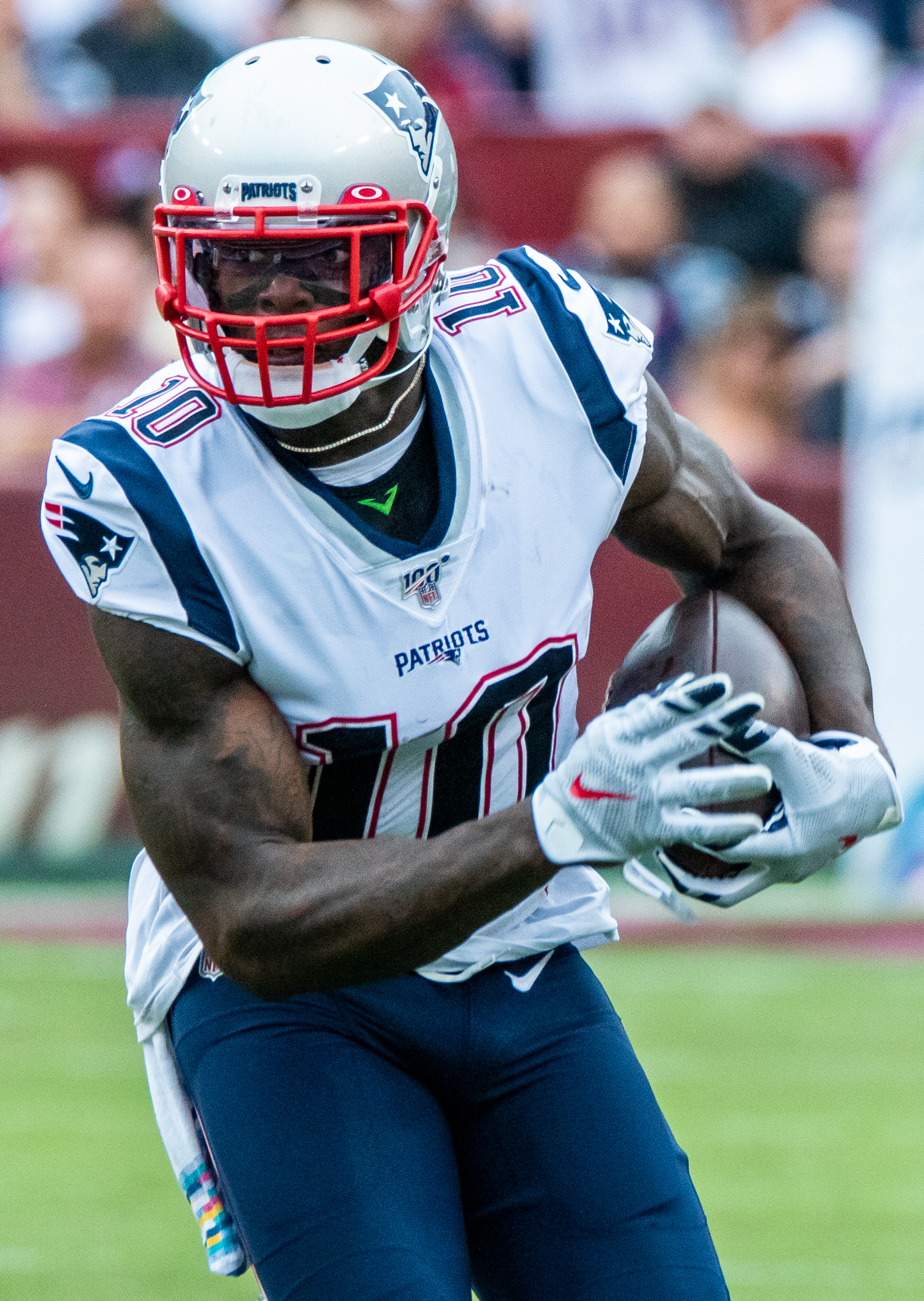
Gordon con la maglia dei Patriots

#### Stagione 2017
Terminate tutte le squalifiche accumulate, Gordon tornò in campo dopo più di mille giorni nel 13º turno della stagione 2017 partendo come titolare contro i Los Angeles Chargers, guidando la squadra con 85 yard ricevute nella sconfitta. La settimana successiva tornò a segnare nella gara contro i Green Bay Packers.

### New England Patriots
Il 17 settembre 2018, Gordon fu scambiato assieme a una scelta del settimo giro con i New England Patriots per una scelta del quinto giro del draft 2019. Il 4 ottobre 2018 segnò il primo touchdown con la nuova maglia, in quello che fu il 500º TD passato in carriera da Tom Brady.
Il 20 dicembre, Gordon annunciò che si sarebbe allontanato dal football per concentrarsi sulla sua salute mentale. La NFL in seguito pubblicò un comunicato in cui sospese nuovamente Gordon a tempo indefinito per essere stato ancora una volta trovato positivo ai test antidoping. Senza di lui i Patriots raggiunsero il Super Bowl LIII dove batterono i Los Angeles Rams 13-3. Gordon ricevette comunque un anello per i suoi contributi precedenti alla squadra.
Terminata la squalifica, Gordon tornò in campo nel primo turno della stagione 2019 andando subito a segno nella vittoria sui Pittsburgh Steelers. Il 23 ottobre fu inserito in lista infortunati per un problema a un ginocchio.

### Seattle Seahawks
Dopo essere stato svincolato dai Patriots il 1º novembre 2019, Gordon firmò con i Seattle Seahawks. Nella prima partita con la nuova maglia fu inoperoso per quasi un'ora finché nel finale, dopo l'infortunio di Tyler Lockett, ricevette due importanti passaggi per 27 yard contribuendo alla vittoria nei supplementari contro i San Francisco 49ers. Il 16 dicembre 2019 Gordon fu nuovamente sospeso a tempo indefinito dalla NFL per abuso di sostanze.
Il 3 settembre 2020 Gordon rifirmò con i Seahawks un contratto annuale.

### Kansas City Chiefs
Nel 2021 Gordon militò nei Kansas City Chiefs, segnando il suo primo touchdown su ricezione dal 2019 nella settimana 14 contro i Raiders.

### Tennessee Titans
Il 1º settembre 2022 Gordon firmò con la squadra di allenamento dei Tennessee Titans.

## Palmarès

### Franchigia
- Super Bowl : 1

New England Patriots: LIII
- American Football Conference Championship: 1

New England Patriots: 2018

### Individuale
- Convocazioni al Pro Bowl: 1

2013
- First-team All-Pro: 1

2013
- Leader della NFL in yard ricevute: 1

2013

## Record NFL
- Maggior numero di gare consecutive con almeno 200 yard ricevute: 2
- Maggior numero di yard ricevute in due gare consecutive: 498 yard
- Maggior numero di yard ricevute in tre gare consecutive: 649 yard
- Maggior numero di yard ricevute in quattro gare consecutive: 774 yard

## Record di franchigia dei Browns
- Maggior numero di ricezioni in una partita: 14 (condiviso con Kellen Winslow)
- Maggior numero di yard ricevute in una partita: 261 yard (01/12/2013 vs. Jacksonville)
- Maggior numeri di yard ricevute in una stagione: 1.646 yard (2013)
- Maggior numero di partite con almeno 100 yard ricevute in una stagione: 7 (2013)